# Novi Kozjak
Novi Kozjak (izvirno srbsko Нови Козјак) je naselje v Srbiji, ki upravno spada pod Občino Alibunar; slednja pa je del Južnobanatskega upravnega okraja.

## Demografija
V naselju živi 643 polnoletnih prebivalcev, pri čemer je njihova povprečna starost 44,5 let (43,1 pri moških in 45,8 pri ženskah). Naselje ima 268 gospodinjstev, pri čemer je povprečno število članov na gospodinjstvo 2,87.
To naselje je, glede na rezultate popisa iz leta 2002, večinoma srbsko.
|  |

| Demografija | Demografija     | Demografija     |
| Leto        | Št. prebivalcev | Št. prebivalcev |
| ----------- | --------------- | --------------- |
|             |                 |                 |
|             |                 |                 |
|             |                 |                 |
|             |                 |                 |
| 1948        | 1441            |                 |
| 1953        | 1415            |                 |
| 1961        | 1428            |                 |
| 1971        | 1281            |                 |
| 1981        | 1170            |                 |
| 1991        | 997             | 990             |
| 2002        | 795             | 768             |
|             |                 |                 |

| Etnična sestava po popisu iz leta 2002 | Etnična sestava po popisu iz leta 2002 | Etnična sestava po popisu iz leta 2002 | Etnična sestava po popisu iz leta 2002 | Etnična sestava po popisu iz leta 2002 |
| -------------------------------------- | -------------------------------------- | -------------------------------------- | -------------------------------------- | -------------------------------------- |
| Srbi                                   | Srbi                                   |                                        | 695                                    | 90,49%                                 |
| Romuni                                 | Romuni                                 |                                        | 29                                     | 3,77%                                  |
| Jugoslovani                            | Jugoslovani                            |                                        | 10                                     | 1,30%                                  |
| Slovaki                                | Slovaki                                |                                        | 8                                      | 1,04%                                  |
| Madžari                                | Madžari                                |                                        | 8                                      | 1,04%                                  |
| Romi                                   | Romi                                   |                                        | 7                                      | 0,91%                                  |
| Hrvati                                 | Hrvati                                 |                                        | 1                                      | 0,13%                                  |
| Bošnjaki                               | Bošnjaki                               |                                        | 1                                      | 0,13%                                  |
| Neznano                                | Neznano                                |                                        | 0                                      | 0,0%                                   |